# 嘉林机场
嘉林机场（越南语：Sân bay Gia Lâm） 是越南北方最大城市与越南首都河内市的两个民用机场之一，位于市区东部的嘉林县，距河内市区7公里，嘉林县城2公里，嘉林站(Ga Gia Lâm)5公里。
该机场在越南战争时关押战俘，也是空军基地，越南南北统一后改为民用机场。该机场附近就是越南国家航空公司的总部，共有两条跑道，一条长2000米，另一条长1200米。